# پریاپوس
پریاپوس (به یونانی: Πρίαπος)، در اسطوره‌های یونان، ایزد کوچک حاصلخیزی باغ‌ها و حامی درختان میوه، دام‌ها و آلت تناسلی مردها بود. او را معمولاً با آلت تناسلی بزرگ و نعوظ دائمی که داشت می‌شناختند، که این مسئله همچنین باعث به وجود آمدن اصطلاح پزشکی پریاپیسم شد.
فرزند دیونیسوس و آفرودیته بود. قدی کوچک و خمیده داشت. به قدری زشت بود که مادر طردش کرد. عاشق یک پری به نام لویتس شد. آنقدر او را دنبال کرد تا اینکه ایزدان از روی دلسوزی او را تبدیل به گیاه لوتوس کردند. او در داستانی دیگر سعی کرد به ایزد آتشدان هستیا تجاوز کند. زمانی که می‌خواست با او در حال خواب بیامیزد، صدای خری باعث بیدار شدن هستیا و فرار او شد. به این دلیل پریاپوس از خرها بیزار بود.